# Dichelachne hirtella
Dichelachne hirtella là một loài thực vật có hoa trong họ Hòa thảo. Loài này được N.G.Walsh mô tả khoa học đầu tiên năm 1992.